# ملینا سلیمان
ملینا سلیمان (زاده ۱۹۹۰) هنرمند افغان است. او دیوارنگاری، فلزکاری و نقاشی می‌کند. او و خانواده‌اش به علت کارهایش مورد تهدید و خشونت طالبان قرار گرفته‌اند چرا که می‌گویند کار مجسمه‎ سازی او بت‌پرستی است.
سلیمان قبل از اینکه توسط خانواده‌اش به قندهار بازگردانده شود در پاکستان در رشته هنر تحصیل کرده است. بعد از اینکه پدرش در حمله مشکوکی توسط طالبان مجروح شد، خانواده به بمبئی، هندوستان مهاجرت کردند و او در مدرسه هنر سر جیمز شروع به مطالعه هنر کرد.
گرچه کار سلیمان موجب اختلاف نظرهای زیادی شده است، اما هنرش به طور محلی و بین‌المللی حتی توسط رئیس‌جمهور پیشین افغانستان حامد کرزی تحسین شده است.
در ماه مه سال ۲۰۱۵، سلیمان در گالری بتنال گرین لندن از کارش نمایشگاه انفرادی تشکیل داد. نام نمایشگاه «آنسوی برقع: بافت‌زدایی» گذاشته شد. تعدادی برقع هر کدام در یک فرم سنتی خوشنویسی با آرزوها و آرمان‌های مردم افغانستان احاطه شده بودند.